# Sphagnum luetzelburgii
Sphagnum luetzelburgii là một loài rêu trong họ Sphagnaceae. Loài này được H.K.G. Paul ex H.A. Crum mô tả khoa học đầu tiên năm 2001.